# Abraxas sylvata
Abraxas sylvata, conocida en Europa como "mariposa arlequín del olmo", es una especie de polilla de la familia Geometridae. La especie fue descrita por primera vez por Giovanni Antonio Scopoli habiendo sido descrita en 1763, con distribución en Japón. El holotipo de la especie fue descrita en los alrededores de la colina Futatsu-Yama, a poca distancia del pueblo de Shibecha, en la isla de Hokkaido. Por sus colores salpicados, se les conoce como "urraca nublada" (en inglés) clouded magpie.

## Descripción
Es una polilla mediana que tiene una envergadura de 32 a 45 milímetros (1,3 a 1,8 plg). Alcanza una longitud de hasta 16 milímetros (0,6 plg) de la cabeza a la cola. Tanto las alas delanteras como las traseras son blancas con manchas grises, negras y marrón amarillentas. Cuando descansan sobre el haz de las hojas, el diseño de sus alas imita el de los excrementos de pájaro. El abdomen es amarillo con varias filas de puntos negros. El tamaño y el grado de fusión de sus manchas son variables, especialmente en las alas delanteras. Abraxas grossulariata es similar a esta especie. En un grupo de especímenes de esta especie, el más grande mide 60 milímetros (2,4 plg), mientras que el más pequeño mide 31 milímetros (1,2 plg). 

### Alas
Las alas presentan escamas finas y son parcialmente transparentes, con un fondo blanco. Las alas delanteras son de color marrón amarillento en la base y presentan una gran mancha amarilla y negra en el borde dorsal, y por lo demás, manchas dispersas de color gris claro, algunas de las cuales forman una banda cruzada en la parte exterior del ala. Las alas traseras presentan una mancha amarilla y negra en el borde interior, y por lo demás, manchas dispersas de color gris claro.

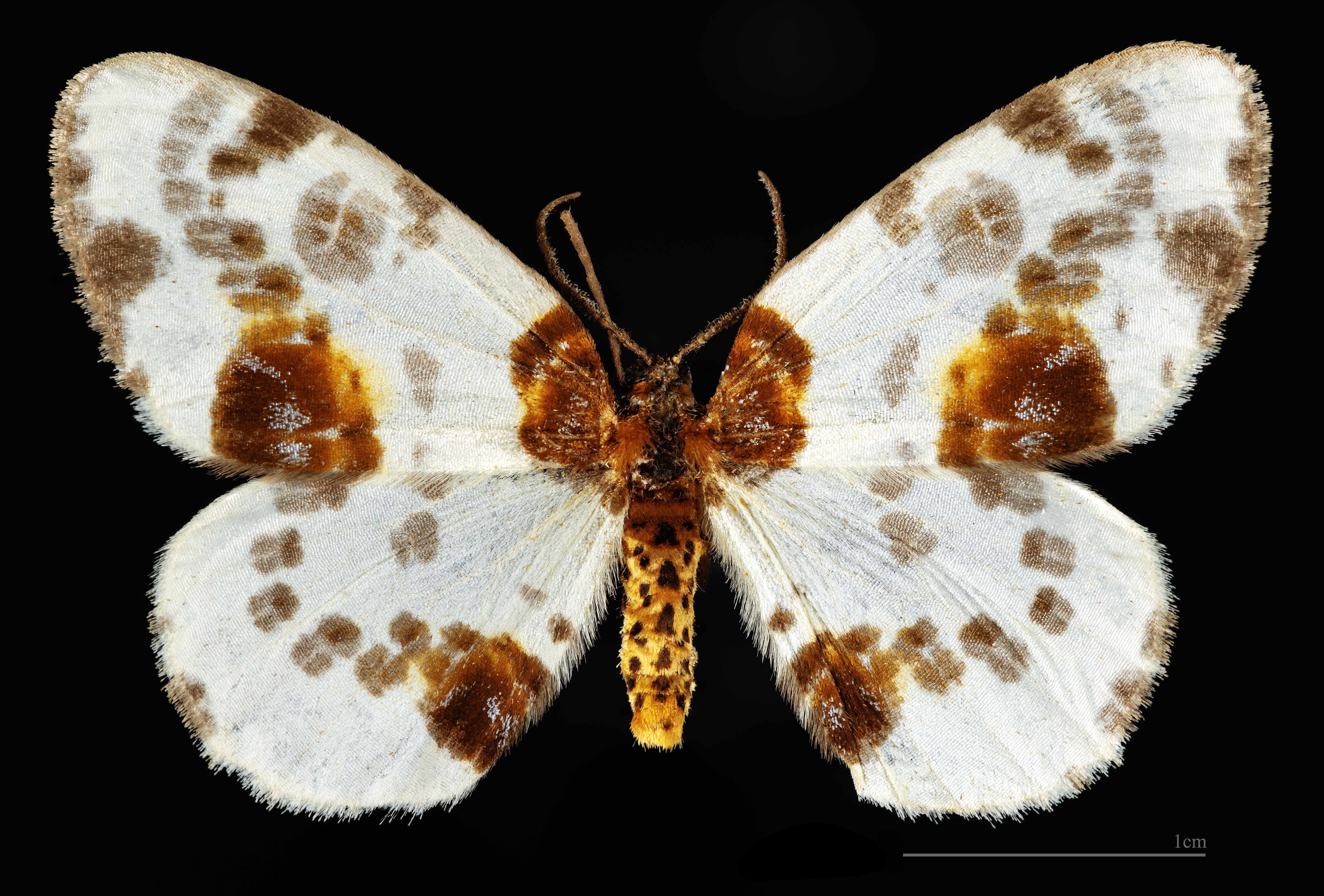
♂ (República Checa) Espécimen en el Museo de Toulouse
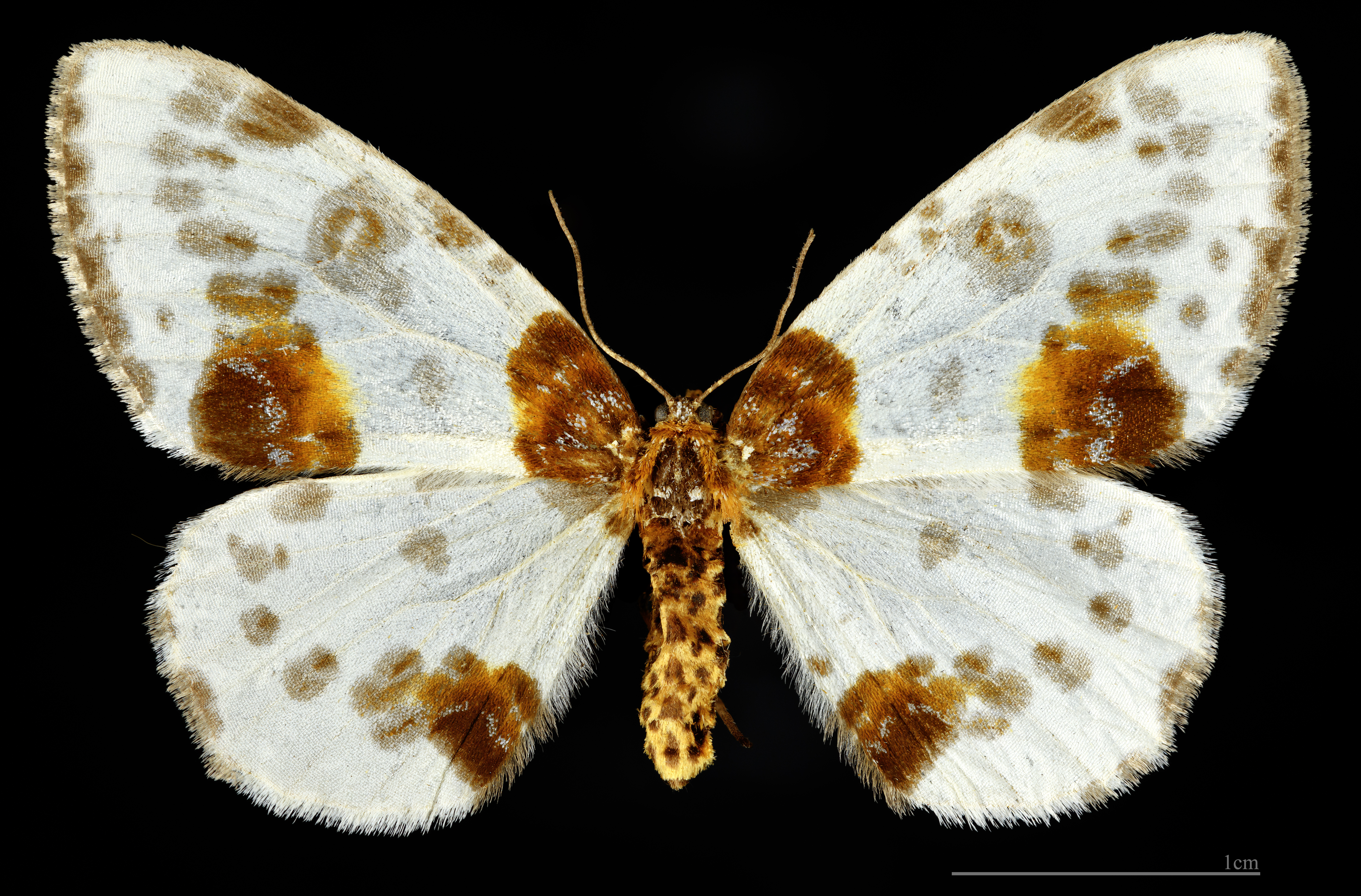
♀ (República Checa) Espécimen en el Museo de Toulouse

### Orugas

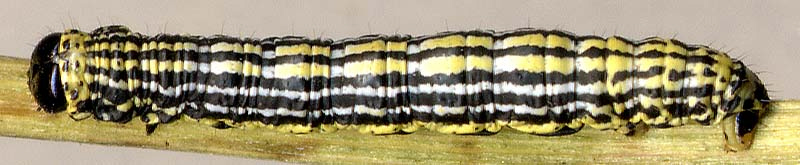
Larva del Abraxas sylvata

El color básico de la oruga es blanco, con matices amarillo ocre en los extremos, aunque también puede ser blanco amarillento o simplemente blanco; existen diversas variaciones de color. Sin embargo, el cuerpo está cubierto de rayas longitudinales negras y amarillas en toda su longitud. La cabeza y las patas torácicas son de color negro brillante. La oruga adulta alcanza una longitud de 29 milímetros (1,1 plg). Las marcas de las alas de la oruga la hacen inconfundible de otras especies.

### Huevo y pupa
La pupa, de color marrón negruzco, es relativamente corta y gruesa. Las muescas segmentarias son algo más claras.
El huevo es inicialmente blanco, y posteriormente se torna amarillo verdoso. La superficie está cubierta por una red poligonal. El micrópilo, con forma de roseta, presenta de ocho a nueve lóbulos.

## Distribución y hábitat
A. sylvata se distribuye desde España y el sur de Francia, a través de Europa Occidental y central, hasta Asia Oriental. En el sur, su límite de distribución discurre por el borde meridional de los Alpes, mientras que en el norte se extiende por la Fenoscandia central. Esta polilla es más común en el Paleártico Oriental que en Europa. Ampliamente distribuida en gran parte de Inglaterra, Gales y el sur de Escocia e Irlanda, aunque muy localizada. Abraxas sylvata está ausente en la cuenca del Mediterráneo.
El hábitat de la polilla se caracteriza por la presencia de las dos plantas alimenticias más importantes para las orugas: el cerezo negro (Prunus padus) y el olmo común (Ulmus glabra). Estos incluyen humedales como llanuras aluviales, riberas y bosques pantanosos, así como bosques de laderas y barrancos, y estrechos valles fluviales en hayedos.

## Ciclo de vida
La especie vuela en una sola generación desde mediados de mayo hasta finales de agosto. Alcanza su máxima abundancia a mediados de julio. Sin embargo, dependiendo de las condiciones climáticas, las primeras polillas pueden observarse desde principios de mayo hasta principios de septiembre. Les atrae la luz. La polilla es nocturna y es posible encontrarles durante el día. Es fácil encontrarla descansando por la mañana. La polilla comienza a estar activa al anochecer. Se posan en troncos, ramas y el haz de las hojas durante el día. Si se la molesta a pesar de su camuflaje (imitando excrementos de aves), se la puede observar fingiendo estar muerta como defensa, con el abdomen amarillo cubierto de varias filas de puntos negros, indicando que no es comestible.
El cuerpo de la oruga se distingue por sus rayas longitudinales negras y amarillas. Las orugas, por su parte, se pueden encontrar de julio a septiembre (o incluso octubre). Viven casi exclusivamente en árboles caducifolios como el olmo común y el olmo europeo. Se alimentan de las hojas de diversas plantas incluyendo el cerezo negro y el cerezo silvestre (Prunus padus), el haya común (Fagus sylvatica), el abedul, el avellano (Corylus avellana), las hayas, arraclán y el viburno (Viburnum lantana). La pupación ocurre en el suelo en otoño. La especie hiberna en forma de pupa.
Pasan el invierno en forma de pupa. La pupa hiberna bajo tierra.

## Conservación
A. sylvata generalmente no está en listas de peligro de extinción. Sin embargo, la especie está catalogada como en peligro crítico en Hamburgo y en peligro en Baja Sajonia y Renania-Palatinado. En ocasiones, incluso se observan reproducciones masivas, lo que puede provocar la defoliación de las plantas hospedantes de las orugas. Los bosques caducifolios húmedos sometidos a un manejo extensivo están disminuyendo debido, por ejemplo, a la forestación densa y a un manejo humano intensivo. Además, el importante árbol huésped, el ulmus, ha sufrido gravemente la enfermedad del olmo. Por ello, la especie está catalogada como prioritaria en el Plan de Acción para la Biodiversidad del Reino Unido o en peligro en algunos países, incluyendo Dinamarca.

## Taxonomía
La especie fue descrita científicamente por primera vez por Giovanni Antonio Scopoli en 1763 como Phalaena sylvata. En la literatura más antigua, la especie también aparece bajo la combinación Calospilos sylvata. La especie tipo de Calospilos es la Phalaena ulmata, sinónimo subjetivo menor de Phalaena sylvata. En trabajos más recientes, Calospilos se considera un sinónimo menor de Abraxas, o un subgénero de Abraxas. Actualmente se distinguen dos subespecies:
- Abraxas sylvata sylvata, la subespecie nominotípica, presente en la mayor parte del área de distribución.
- Abraxas sylvata microtate, presente en Japón.